# Halyna Hereha
Halyna Hereha, en ukrainien : Галина Федорівна Герега (Halyna Fedoriva Hereha), née le 9 août 1959 dans l'oblast de Lviv, est une femme politique ukrainienne. 